# Erastroides molybdopasta
Erastroides molybdopasta är en fjärilsart som beskrevs av Turner 1908. Erastroides molybdopasta ingår i släktet Erastroides och familjen nattflyn. Inga underarter finns listade i Catalogue of Life.